# Noyes Academy
Noyes Academy était une école expérimentale interraciale fondée en mars 1835 à Canaan (New Hampshire), ( États-Unis). Elle fut détruite par les opposants à une éducation interraciale au bout de quelques mois.
L'établissement fut fondé par plusieurs abolitionnistes de la Nouvelle-Angleterre à quelques kilomètres du Dartmouth College (Hanover (New Hampshire)). Avec l'abolition de l'esclavage dans l'État de New York en 1827, la demande d'écoles pour les Noirs augmenta fortement et de nombreux Afro-américains affluèrent vers la Noyes Academy. Plusieurs abolitionnistes afro-américains tels que Henry Highland Garnet et Alexander Crummell fréquentèrent l'école. Les opposants à l'intégration des noirs  détruisirent l'établissement au mois d'août de la même année. Craignant pour leur sécurité, les étudiants noirs ont quitté la ville.